# فیلیپ کارل
 فیلیپ کارل (انگلیسی: Philipp Carl؛ زاده ۱۸۳۷ درگذشته ۱۸۹۱) یک فیزیک‌دان اهل آلمان بود. او در Neustadt در فرانکونیا مرکزی به دنیا آمد، او در رشته علوم دقیق تحت استادی افرادی چون فیلیپ فون جولی و جان مون لامونت به مطالعه پرداخت و در سال 1960 فارغ التحصیل شد. بعد از اتمام تحصیل در رصدخانه دانشگاه مونیخ به عنوان دستیار استاد خود لامونت در حوزه تحقیقات فیزیکی و ژئوفیزیکی مشغول کار شد.